# 西南威爾特郡 (英國國會選區)
西南威爾特郡（英語：South West Wiltshire），英國國會一郡選區，位於英格蘭西南部威爾特郡西南部，包括威爾特郡西大部和索爾茲伯里區西部。
創設於2010年。2010年大選中自2001年以來任下議院議員、保守黨的安德魯·穆里森在本區以51.7%選票成功連任。